# Ángel Marqués
Ángel Marqués Batllevell (Falset, 1887-Barcelona, 1958) fue un periodista y  escritor español.

## Biografía
Desde su llegada a Barcelona a los 18 años de edad fue un miembro muy activo de la Comunión Tradicionalista. En 1911 fue colaborador del semanario jaimista La Voz de la Tradición y en 1912 de La Trinchera. Pronto destacaría como orador en las concentraciones carlistas. También escribió para los periódicos tradicionalistas Seny, Monarquía y Llibertat de Igualada.
En noviembre de 1917 Marqués participó en un Congreso de Jóvenes tradicionalistas catalanes en el Círculo Tradicionalista de Barcelona junto a Vicente Carbó, Francisco Aizcorbe, Juan Bautista Roca, Pedro Roma, Bernardino Ramonell y José Brú. Este congreso, organizado con el propósito de reorganizar el tradicionalismo catalán y revisar su programa, fue criticado por los periódicos afectos a Vázquez de Mella como El Norte de Gerona, que lo acusó de hacer manejos para favorecer la alianza con la Liga Regionalista y romper la unidad del partido tradicionalista, un año antes de que fueran los dirigentes mellistas quienes finalmente se separaran.
En 1919 colaboró con José Bru, Mariano Bordas, Juan Bautista Viza, Juan Bautista Roca, Luis Carlos Viada y otros en el semanario jaimista ilustrado El Centinela Catalán que dirigía Juan María Roma. El mismo año fue designado miembro de la redacción en Barcelona del diario jaimista madrileño El Correo Español. También trabajó como articulista para El Correo Catalán.
A principios de la década de 1930 abandonó el carlismo y formó parte del Consejo Nacional de Unión Democrática de Cataluña. No obstante, posteriormente se dio de baja de este partido y para las elecciones generales españolas de 1936 firmó un manifiesto de ex-consejeros y exsocios de UDC pidiendo el voto al Frente Catalán de Orden, afirmando que la cuestión catalana no era la única ni la más importante, y que por encima de la misma estaba la defensa de los «derechos de la Iglesia y la sociedad» amenazados por «la actuación izquierdista en sentido laicista y marxista».
Participó activamente en la Obra de Ejercicios Parroquiales, creando la sección de Propaganda. Durante muchos años fue presidente de la Acción Católica de la parroquia de la Purísima Concepción. En 1952 colaboraría eficazmente en el Congreso Eucarístico Internacional de Barcelona, por lo que el papa Pío XII le concedió la Cruz de Caballero de la Orden de San Silvestre.
Escribió las novelas propagandísticas de la Obra de Ejercicios Parroquiales tituladas Miralta y ¡Yo, no!, además de un libro sobre el Santuario de Lourdes. También pintó algunos cuadros sobre el paisaje de Falset. Murió en Barcelona el 20 de noviembre del 1958.

## Reconocimientos
En el distrito barcelonés de Horta-Guinardó hay una calle que lleva su nombre. Le fue concedida por el Ayuntamiento de Barcelona en 1959 a propuesta de Federico Udina Martorell. El nombre había sido solicitado por la Obra de Ejercicios Parroquiales de la diócesis de Barcelona en nombre del Pleno de presidentes de las Ligas de perseverancia de la diócesis. En Falset tiene también una plaza dedicada. En 1959 Antonio Balasch y Torrell escribió un libro en su memoria titulado Las Múltiples facetas de la personalidad de Ángel Marqués Batllevell.

## Obras
- Miralta (1936)
- ¡Yo, no! (1951)
- Lourdes, epifanía del amor y del dolor (1957)